# Суммам
Суммам (Уэд-Суммам; араб. وادي الصومام‎) — река на севере Алжира в вилайете Беджая, одна из крупнейших рек страны. Берёт начало от слияния рек Сахель и Бу-Селлам близ города Акбу и впадает в Средиземное море в городе Беджая. Длина реки — 80 км, площадь водосборного бассейна составляет 9125 км².

## Описание
В исток реки вода поступает с горы Айн-Ульмане, расположенной к югу от города Сетиф, и горы Дира, расположенной к югу от города Буира, в западном крае горного хребта Джурджура. Истоки реки расположены в пределах полузасушливой зоны и характеризуются суровым континентальным климатом, притоки ближе к устью расположены на территориях с влажным и умеренным климатом. Речная система представляет собой густую и хорошо развитую гидрографическую сеть, особенно в районах горной цепи Телль-Атлас: Джурджура, Бабор и Бибан. Бассейн реки расположен в четырёх вилайетах: Джельфа, Бордж-Бу-Арреридж, Сетиф и Беджая. Наравне с Шелифф, Тафина и Рхумел.
Бассейн реки разделён следующим образом:
- Бассейн реки в районе долины реки Сахель от города Сур-эль-Гозлан (вилайет Буира) до города Акбу: 3750 км²;
- Бассейн реки в районе долины реки Селлам от города Айн-Ульман (вилайет Сетиф) до Акбу: 4500 км²;
- Бассейн реки от Акбу до Средиземного моря, 950 км²;

## Долина реки
Долина реки расположена в Кабилии, в северной части Алжира, в вилайете Беджая. Границами служат: линия между городами Акфаду и Гурая, на севере; горная цепь Бибан (историческая территория у города Айт-Аббас) на юго-востоке и долина Сахель-Джурджура (вилайет Тисемсильт) на юго-западе. В вилайете Беджая долина реки простирается от города Акбу до города Беджая и представляет собой узкий извилистый коридор длиной 65 км и шириной не более 4 км в районе Эль-Ксеур.
Склоны, особенно в южной части, характеризуются относительно мягким климатом и поэтому плодородны. Эта область разбита на небольшие геологические единицы: у города Акбу преобладают флиши, в районе Эль-Ксеур чаще всего встречается песчаники.
В долине реки в округах Амизур, Эль-Ксер, Узеллаген и Тимезрит имеются обширные районы, пригодные для садоводства и выращивания фруктов.

## Гидрология
Согласно гидрологическим данным средний расход воды в устье реки составляет 25 м³/с. Во время наводнения 1970 года отмечался максимальный зарегистрированный расход, который составил 115,9 м³/с. Минимальный расход отмечается в июле и августе (до 0,6 м³/с).
Годовой сток реки 700 млн м³. В основном вода поступает из левобережных притоков, со средним годовым объёмом 68 млн м³; правобережные притоки дают 25 млн м³ в год. Это происходит потому что левобережные притоки стекают с со склонов с большим количеством осадков.

## Название
Слово «Суммам» является искажением кабильского слова «ассеммам», что означает «кислота». Плиний Старший упоминает реку Суммам под названием «Nasava», согласно Птолемею.

## Ихтиофауна
Ихтиофауна Алжира представлена 46 видами рыб из 19 семейств. Преобладают карповые, составляющие 24% от всех видов, кефалевые (11%) и цихлидовые (11%).